# Amstel Gold Race 1966
La 1ª edición de la Amstel Gold Race se disputó el 30 de abril de 1966 en la provincia de Limburg (Países Bajos). La carrera constó de una longitud total de 302 km, entre Breda y Meerssen.
El vencedor final fue el francés Jean Stablinski (Ford-Hutchinson) fue el vencedor de esta edición al imponerse en la línea de meta de Meerssen. El belga Bernard Van De Kerckhove y el holandés Jan Hugens (ambos de Ford-Hutchinson) fueron segundo y tercero respectivamente. 

## Clasificación final
| Pos. | Ciclista                 | Equipo             | Tiempo     |
| ---- | ------------------------ | ------------------ | ---------- |
| 1    | Jean Stablinski          | Ford-Hutchinson    | 7h 48' 50" |
| 2    | Bernard Van De Kerckhove | Ford-Hutchinson    | m. t.      |
| 3    | Jan Hugens               | Ford-Hutchinson    | + 05"      |
| 4    | Marcel Geeraerts         | Dr. Mann-Grundig   | + 2' 05"   |
| 5    | Peter Post               | Solo-Superia       | + 2' 08"   |
| 6    | Cor Schuuring            | Caballero          | + 6' 40"   |
| 7    | Cees van Espen           | Televizier-Batavus | m. t.      |
| 8    | Constant Jongen          | Dr. Mann-Grundig   | m. t.      |
| 9    | Rik Pauwels              | Dr. Mann-Grundig   | m. t.      |
| 10   | Mies Stolker             | Willem II-Gazelle  | m. t.      |